# Journey to Where
Journey to Where ist ein Jazzalbum von Trish Clowes und Ross Stanley. Die 2023 in der Londoner Wigmore Hall entstandenen Aufnahmen erschienen im März 2024 auf Stoney Lane Records.

## Hintergrund
Die Tenorsaxophonistin Trish Clowes nahm das Album mit einem Mitglied ihres regulären Quartetts MY IRIS, dem Pianisten Ross Stanley auf. Clowes’ Komposition „Decently Ripped“ ist eine Hommage an den im März 2023 verstorbenen Saxophonisten Wayne Shorter.

## Titelliste
- Trish Clowes & Ross Stanley: Journey to Where (Stoney Lane Records)

1. Ashford Days 5:10
2. Decently Ripped 4:29
3. Tres Palabras 5:39
4. Avoidance 6:39
5. Prelude to a Kiss (Duke Ellington) 7:02
6. Trois Preludes et Fugues, Op. 7 No. 3, Prelude in G Minor (Marcel Dupré) 6:38
7. Sarah 9:28
8. Gloucester Service (Herbert Howell) 6:33
9. The Month of January 5:51

Wenn nicht anders vermerkt, stammen die Kompositionen von Trish Clowes.

## Rezeption

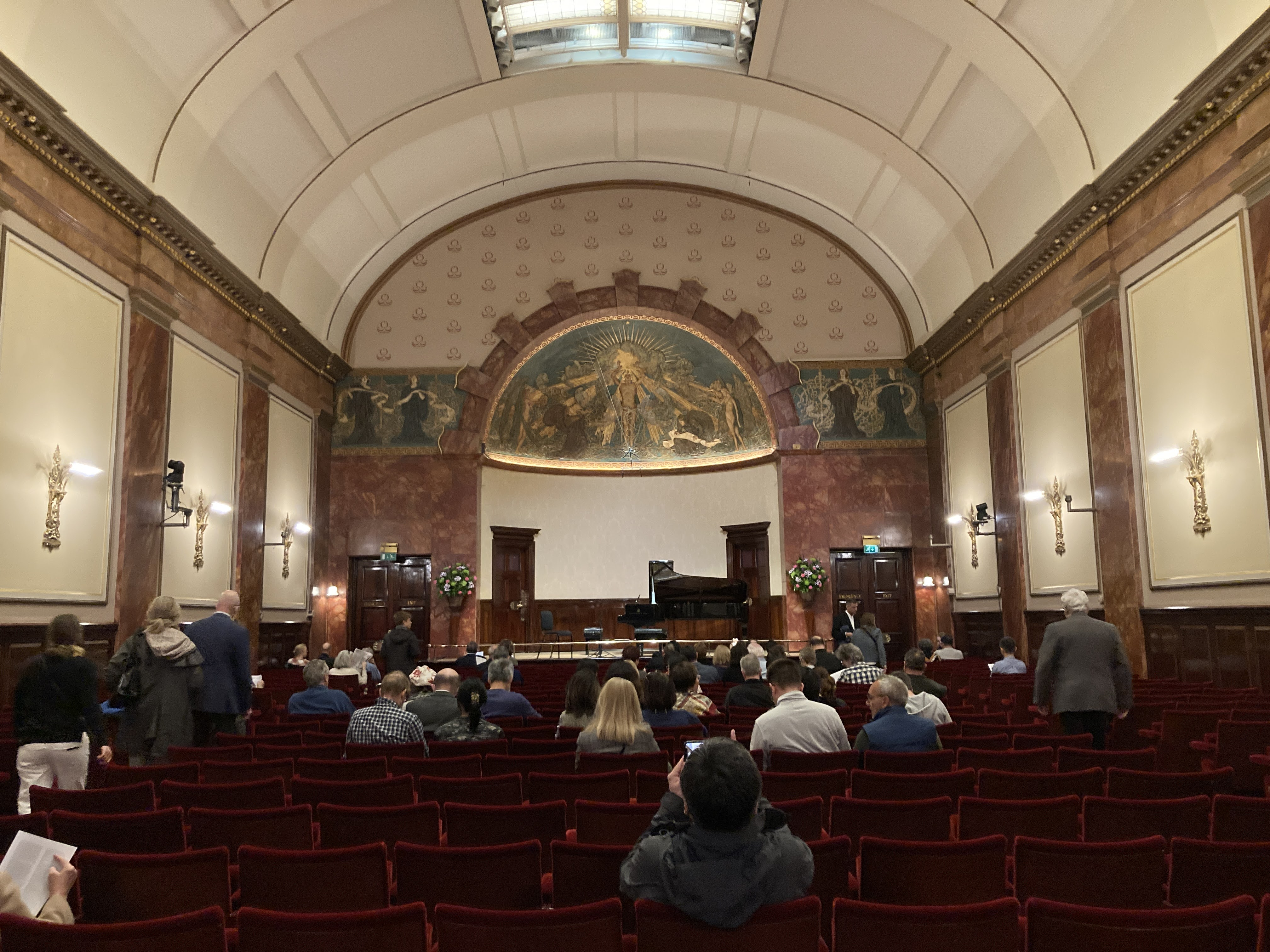
Innenraum der Wigmore Hall

Das Duoalbum wurde von der Musikkritik einhellig positiv aufgenommen; „vitale Musik voller Swing, Emotion und Atmosphäre … ein tiefes Verständnis, eine musikalische Verbundenheit, ein bisschen Magie vielleicht“, lobte Philip Watson in der Irish Times.
Dies sei einfach großartige Musik, meinte auch Dave Sumner in Daily Bandcamp. Tenorsaxophonistin Trish Clowes und Pianist Ross Stanley würden mit der unerschütterlichen Intimität zweier in Gedanken verbundener Musiker spielen. Dabei würden sie Melodien schaffen, die sich über lange Strecken entfalten und blieben präsent, selbst wenn ihr rhythmischer Dialog in den Vordergrund drängt. Obwohl es geradlinig und mit einer einfachen Stimme vorgetragen werde, vermittle es die Komplexität der Bedeutung, die Komplexität der Emotionen.
Journey to Where würde weitere Schritte in die Welt zwischen Jazz und Klassik gehen, allerdings in einem intimen Rahmen, schrieb Julian Maynard-Smith (London Jazz News). Man könne an Lieder mit dem Saxophon als Stimme denken, angelehnt an die großartigen Jazz-Saxophon-/Piano-Aufnahmen wie etwa Stan Getz’ und Kenny Barrons elegischem Album People Time (1991). Die vielen Jahre, die Clowes und Stanley gemeinsam aufgenommen haben – das erste Mal auf My Iris (2017) – würden sich deutlich in ihrem einfühlsamen Zusammenspiel zeigen, auch dass sie zwei gleichberechtigt sind und nicht nur Stimme und Begleiter. Das Album werde auch dadurch aufgewertet, dass es in einer leeren Wigmore Hall aufgenommen wurde, einem Veranstaltungsort, dessen kirchenähnliche Akustik sich perfekt für unverstärkte Kammermusik wie diese eigne.
Man könne fast von einem Trioalbum sprechen, schrieb Andy Robson in Jazzwise über Journey to Where; die Wigmore Hall spiele neben Clowes und Stanley eine eigene Rolle, während sie die Musik ihrer Helden und darüber hinaus erforschen. Clowes sei schon seit langem mit dem Konzertsaal verbunden, wo diese zutiefst befriedigende Veröffentlichung aufgenommen wurde. Ihr Wissen über die Akustik und das Heimatgefühl, das sie beim Spielen hat, würden dieser Veröffentlichung eine Intimität verleihen, die der reichen Beziehung zwischen diesen herausragenden Interpreten angemessen sei.